# Isoperla sudetica
Isoperla sudetica és una espècie d'insecte plecòpter pertanyent a la família dels perlòdids.

## Hàbitat
En el seu estadi immadur és aquàtic i viu a l'aigua dolça, mentre que com a adult és terrestre i volador.

## Distribució geogràfica
Es troba a Europa: Àustria, Txèquia, Eslovàquia, Alemanya, Polònia, Romania i Ucraïna.